# 道雄文庫ライブラリー
道雄文庫ライブラリー（みちおぶんこライブラリー）は、東京都大田区にかつて存在した家庭図書館。『赤毛のアン』の翻訳で知られる翻訳家・村岡花子の自宅の蔵書を図書館として開放したもので、日本初の家庭図書館であり、児童図書館の先駆けとされる。

## 歴史
村岡家には花子の仕事の関係で児童書が豊富にあり、近所の子供たちが童話などを借りに頻繁に訪れていたことから、花子の娘のみどり（当時大学生）が図書館の開館を提案。1952年（昭和27年）、まだ公立の児童図書館もなかった時代に、みどりを館長として開館した。「道雄」の名は1926年に早世した花子の長男の名であり、長男の絵本類には1冊1冊に「道雄文庫」の判が押してあったことから、「道雄文庫ライブラリー」の名は子供たちの総意で命名された。
自宅内の書架と屋外の物置に蔵書類を並べたのみで、図書館としては小規模だが、花子の子供らがかつて読んだ本、花子自らが翻訳を手がけた本、それに近所からの寄贈を加え、開館当初から1000冊近い児童書が揃えられた。ただし、道雄の本は古い仮名遣いのものが多く、図書館開館から10年が経った頃には、当時の子供たちには読むことができず、花子の思慕だけのためにおいてあるものも多かった。子供の1人が、自分の持っている事典を、他の子供たちにも読んでもらえるように寄贈するなど、子供同士が互いに協力し合う精神も生まれ、花子を感動させた。
当時のベビーブームもあって芋蔓式に会員が増え、下は幼稚園児から上は高校生まで、常時20人ほどの来館者がおり、日曜日には40人から50人も訪れていた。読書のみならず、談話会や討論会、英語や作文の教室、遠足やクリスマス会も開催され、本が嫌いでも、行事や子供たちとの交流のみを楽しみに来館する子供もいた。当時近所に下宿していた渡辺茂男も運営を手伝った。渡辺は図書館学科の学生であったことで、図書の分類などで大きく貢献した。新聞や子供雑誌での話題にものぼった。図書館に集って読書を楽しむ多くの子供たちの存在は、花子にとっても作家としての仕事の励みとなった。
1959年（昭和34年）、みどりの結婚・別居により、運営者が花子と家政婦のみになり、開館日が土・日曜日のみに絞られた。花子の本業が次第に多忙化して運営が困難となり、1967年（昭和42年）、花子が眼病で入院したことを機に閉館。その後も子供たちを楽しませるため、童話、伝記、学習読み物など約400冊の蔵書類が近隣の大田区立入新井第二小学校、同第四小学校に寄贈された。

## 学院資料・村岡花子文庫展示コーナー
2014年に花子の孫の村岡美枝、村岡恵理姉妹より「赤毛のアン記念館・村岡花子文庫」が所蔵していた村岡花子関連の資料を、花子の出身校であった東洋英和女学院に寄贈したいとの申し出があり、翌年の3月に資料が移された。2015年4月15日に東洋英和女学院六本木校地の本部・大学院棟1階ロビーに「学院資料・村岡花子文庫展示コーナー」の史料室が開設され、一角には「道雄文庫ライブラリー（地域の子どもたちのための児童図書館）」のコーナーも設けられ、花子関連の書籍を閲覧可能となっている。